# ألياف ريسنر
ألياف ريسنر (سميت على اسم إرنست ريسنر) هي عبارة عن تجمع ليفي للجزيئات المفرزة التي تمتد من العضو تحت الصوار (SCO) عبر الجهاز البطيني والقناة المركزية إلى البطين النهائي، وهو هيكل صغير يشبه البطين بالقرب من نهاية النخاع الشوكي. في الفقاريات، تتكون ألياف ريسنر من إفرازات سبوندين-العضو تحت الصوار من العضو تحت الصوار إلى السائل النخاعي البطيني. ألياف ريسنر محفوظة بشكل كبير، وموجودة في القناة المركزية لجميع الحبليات. في السيفالكوردات يتم إنتاج ألياف ريسنر عن طريق العضو البطني السفلي، على عكس العضو تحت الصوار الظهري.

## البنية
ألياف ريسنر هي بنية معقدة وديناميكية موجودة في البطينين الثالث والرابع وفي القناة المركزية للحبل الشوكي، ولوحظ وجودها في جميع الفقاريات تقريبًا.
تتكون ألياف ريسنر من تجمع البروتينات السكرية الجزيئية المعقدة وعالية الوزن التي يفرزها العضو تحت الصوار والتي يتم إطلاقها في السائل النخاعي. تم العثور على خمسة بروتينات مختلفة على الأقل، 630 كيلو دالتون، 480 كيلو دالتون، 390 كيلو دالتون، 320 كيلو دالتون، والمكون الرئيسي، 200 كيلو دالتون الموجود في كل من ألياف ريسنروالسائل النخاعي (CSF). يُطلق على أحد أهم البروتينات السكرية لألياف ريسنرالتي يفرزها العضو تحت الصوار اسم سبوندين-العضو تحت الصوار وهو ذو أهمية كبيرة، خاصة أثناء الحياة الجنينية.
تنمو ألياف ريسنر بشكل ذنبي من خلال إضافة تلك البروتينات السكرية في نهايتها الرأسية وتمتد على طول قناة الدماغ (قناة سيلفيوس)، وطول القناة المركزية للحبل الشوكي، وتنمو باستمرار في الاتجاه الذيلي. مجرد جزء صغير من الإفرازات التي ينتجها العضو تحت الصوار ولا تزال مسألة تخمين، وربما تشارك في العديد من الوظائف الفسيولوجية، مثل إزالة أحادي الأمين، وإزالة السموم من السائل النخاعي، وبقاء الخلايا العصبية أو التحكم في توازن الماء.
يمكن العثور على البروتينات السكرية المكونة لألياف ريسنر في ثلاثة أشكال: الأول هو عندما تتجمع المواد فوق أهداب العضو تحت الصوار، أو ما يسمى بألياف ريسنر البدائية؛ يُعرف الشكل الثاني والأكثر دراسة باسم ألياف ريسنر المخصوصة، وهو هيكل منتظم أسطواني؛ وأخيرًا، يُعرف الشكل الثالث والأخير -بالكتلة الذنبية- وهو التجميع النهائي للبروتينات.

### تطوير
تتكون ألياف ريسنر أساسًا من البروتينات السكرية ذات الكتلة الجزيئية العالية، التي يفرزها العضو تحت الصوار، والتي يتم إطلاقها في السائل النخاعي. هنا يتجمعون على الجزء العلوي من الأهداب، ويشكلون غشاء رقيقًا يتم تعبئته بطريقة مرتبة للغاية لتشكيل بنية فوق الجزيئية تشبه الخيوط.
تظهر مادة ألياف ريسنر البدائية في شكل حزم فضفاضة من الخيوط الرقيقة. نتيجة لذلك، من المعقول أن تحدث بعض التعديلات الكيميائية الحيوية على ألياف ريسنر البدائية من أجل تكثيفها وتشكيل الهيكل الدقيق لألياف ريسنر مثل التفكيك والمرور إلى الأوعية المجاورة. قد تقلل بعض هذه التغييرات من تفاعل الجزيئات، ويجب اعتبار ذلك كمرحلة انتقالية، من ألياف ريسنر البدائية إلى ألياف ريسنر المخصوصة، حيث يتم تقليل إمكانية وصول الأجسام المضادة إلى الحواتم. يمكن أن يكون هذا النقص في النشاط المناعي بسبب التوزيع المكاني لبقايا حمض السياليك سالبة الشحنة داخل الألياف، أو قد يكون نتيجة لمركبات مرتبطة تتداخل مع إمكانية وصول الأجسام المضادة إلى البروتينات السكرية لألياف ريسنر .
الكتلة الذيلية هي الشكل النهائي لتجميع البروتينات، وترتبط في الغالب بالجانب البعيد لتراكم الألياف، وهذا الشكل النهائي يحتوي على المزيد من الخيوط وأقل ضغطًا من الشكل الأوسط للألياف.
يتم تصنيع المادة الإفرازية لأول مرة في اليوم الجنيني الثالث (E3) بواسطة خلايا ظهارية عصبية غير متمايزة. في E7 بعد الجماع يتم تحرير سبوندين-العضو تحت الصوار إلى السائل النخاعي الجنيني (ECSF)؛ ومع ذلك، لا تتشكل ألياف ريسنر حتى E11، وفقط في E12، تصبح ألياف ريسنر موجودة في الحبل الشوكي القطني. تظل الآليات التي تؤدي إلى تكوين ألياف ريسنر غير معروفة، ولكن يجب أن تكون هناك عوامل محتملة أخرى تتعلق بإطلاق البطين لتكوين الألياف، مثل الديناميكا المائية للسائل النخاعي.

## وظيفة

### مركب ألياف ريسنر-العضو تحت الصوار
قد يشارك هذا المركب في الحفاظ على توازن الماء والكهارل (تنظيم التناضح)، أثناء تطور الجنين وفي تكوين السائل النخاعي.
تم ربط ألياف ريسنر-العضو تحت الصوار بجوانب مختلفة من التمثيل الغذائي للماء والكهارل، وقد ثبت أن الحرمان من الماء يعزز النشاط الإفرازي للعضو تحت الصوار. يساعد هذا في دعم الارتباط بين هذا المركب وقشرة الغدة الكظرية، بينما تم الإبلاغ عن وجود مستقبلات أو مواقع ربط للببتيدات المشاركة في التوازن المعدني المائي مثل: أنجيوتنسين-2 في ألياف ريسنر-العضو تحت الصوار. يشارك هذا المركب في العديد من الوظائف الفسيولوجية، مثل نمو الحبل الشوكي، والفيزيولوجيا المرضية للقعس وبقاء الخلايا العصبية في مسار أكثر تطورًا.

### ألياف ريسنر والسائل النخاعي
نظرًا لوجود بقايا حمض السياليك ذات الشحنات السالبة، فقد تشارك ألياف ريسنر في تنظيف السائل الشوكي. ترتبط البروتينات السكرية بالأمينات الحيوية الموجودة في السائل الدماغي الشوكي مثل الدوبامين أو السيروتونين أو النورادرينالين، وبالتالي تتحكم في تركيز هذه الأحاديات عن طريق التغيير الأيوني. ومع ذلك، هناك اختلافات في خصائص الارتباط لكل من هذه الأمينات؛ يكون ارتباط السيروتونين أكثر استقرارًا، ويحدث فقط عندما يكون تركيز السائل النخاعي مرتفعًا، بينما يرتبط النورأدرينالين بقوة بألياف ريسنر ويظل مرتبطًا أثناء تحركه على طول القناة المركزية في نفس موقع الارتباط مثل الأدرينالين.
تم التحقيق في تركيز هذه الأحاديات في السائل الدماغي النخاعي في حيوانات محرومة من ألياف ريسنر، وخلصت إلى أن هذه الألياف قد تكون متورطة في تنظيف السائل - بناءً على المستويات المرتفعة من تركيز السائل الشوكي للعديد من الأمينات المعروضة في الحيوانات المختبرة. تشير جميع النتائج التي تم الحصول عليها إلى أن ألياف ريسنر تربط أحادي الأمين الموجود في السائل الشوكي البطيني ثم تنقلها على طول القناة المركزية. في غياب ألياف ريسنر، زاد تركيز السائل الشوكي للأمينات الأحادية بشكل حاد.